# Термини-Сант'Агата (Салерно)
Термини-Сант'Агата је насеље у Италији у округу Салерно, региону Кампанија.
Према процени из 2011. у насељу је живело 50 становника. Насеље се налази на надморској висини од 445 м.